# Алый знак доблести (фильм, 1951)
«Алый знак доблести» (англ. The Red Badge of Courage) — американская чёрно-белая военная драма режиссёра Джона Хьюстона по одноимённому роману Стивена Крейна. Премьера фильма состоялась 16 марта 1951 года.
Режиссёр Джон Хьюстон считал картину своим лучшим фильмом, несмотря на то что, после продолжительных споров с верхушкой правления студией, фильм был сокращён практически вдвое.

## Сюжет
Фильм рассказывает о том, как юному рекруту Генри Флемингу приходится сталкиваться с ужасами войны. Юноша разрывается между желанием сражаться и сомнением в собственной доблести. Не выдержав первого же кровавого боя, он бежит с поля брани. Но вскоре чувство стыда заставляет его вернуться в отряд и в следующей битве он проявляет себя с другой стороны. Преодолев страх смерти, он готов встретиться с ней лицом к лицу.

## В ролях
- Оди Мёрфи — Генри Флеминг
- Билл Молдин — солдафон (англ. The Loud Soldier)
- Дуглас Дик — лейтенант
- Ройял Дано — оборванец
- Джон Диркес — высокий солдат
- Артур Ханникат — Билл Портер
- Тим Дюран — генерал
- Энди Дивайн — весёлый солдат
- Роберт Истон — Томпсон

В титрах не указаны
- Джон Хьюстон — седой ветеран Союза
- Уильям Фиппс — офицер
- Гленн Стрейндж — полковник

## Съёмочная группа
- Режиссёр-постановщик: Джон Хьюстон
- Сценаристы: Джон Хьюстон, Альберт Бэнд
- Продюсер: Готфрид Райнхардт
- Оператор: Гарольд Россон
- Композитор: Бронислав Капер
- Монтажёр: Бен Льюис
- Художники-постановщики: Седрик Гиббонс, Ханс Петерс
- Гримёр: Уильям Таттл
- Звукорежиссёр: Дуглас Ширер
- Спецэффекты: Уоррен Ньюкомб
- Дирижёр: Роберт Франклин
- Текст читает: Джеймс Уитмор (нет в титрах)

## Награды и номинации
- 1951 — Национальный совет кинокритиков США: фильм вошёл в десять лучших фильмов.[1]
- 1952 — Номинация на премию BAFTA за лучший фильм.[2]